# BMW X4
El BMW X4 es un automóvil todoterreno de lujo del segmento D con carrocería cupé similar al BMW X6 producido por el fabricante de automóviles alemán BMW desde el año 2014. Comparte plataforma con el BMW X3 el cual a su vez se basa en el BMW Serie 3.

## Primera generación (F26, 2014-2018)

### Motorizaciones
| Periodo                        | 2014-2018                                                 | 2014-2018                                                 | 2014-2018                                                 | 2015-2018                                                 |
| Identificación del motor       | N20 B20                                                   | N20 B20                                                   | N55 B30                                                   | N55 B30                                                   |
| Tipo de motor                  | L4 16v, inyección directa, turbo twin-scroll, intercooler | L4 16v, inyección directa, turbo twin-scroll, intercooler | L6 24v, inyección directa, turbo twin-scroll, intercooler | L6 24v, inyección directa, turbo twin-scroll, intercooler |
| Diámetro x carrera             | 84.0 mm × 90.1 mm                                         | 84.0 mm × 90.1 mm                                         | 84.0 mm × 89.6 mm                                         | 84.0 mm × 89.6 mm                                         |
| Cilindrada                     | 1997 cm³                                                  | 1997 cm³                                                  | 2979 cm³                                                  | 2979 cm³                                                  |
| Relación de compresión         | 10.0: 1                                                   | 10.0: 1                                                   | 10.2: 1                                                   | 10.2: 1                                                   |
| Potencia máxima: CV (kW) @ rpm | 184 CV (135 kW) @ 5000-6250                               | 245 CV (180 kW) @ 5000-6500                               | 306 CV (225 kW) @ 5800-6400                               | 360 CV (265 kW) @ 5800-6000                               |
| Par máximo: Nm @ rpm           | 270 Nm @ 1250-4500                                        | 350 Nm @ 1250-4800                                        | 400 Nm @ 1200-5000                                        | 465 Nm @ 1350-5250                                        |
| Tracción                       | Total (xDrive)                                            | Total (xDrive)                                            | Total (xDrive)                                            | Total (xDrive)                                            |
| Transmisión                    | Automática, 8 velocidades                                 | Automática, 8 velocidades                                 | Automática, 8 velocidades                                 | Automática, 8 velocidades                                 |
| Peso                           | 1810 kg                                                   | 1845 kg                                                   | 1890 kg                                                   | 1920 kg                                                   |
| Aceleración 0–100 km/h         | 8.1 s                                                     | 6.4 s                                                     | 5.5 s                                                     | 4.9 s                                                     |
| Velocidad máxima               | 212 km/h                                                  | 232 km/h                                                  | 247 km/h                                                  | 250 km/h (Limitada electrónicamente)                      |
| Consumo combinado (L/100 km)   | 7.3                                                       | 7.4                                                       | 8.3                                                       | 8.6                                                       |
| Normativa anticontaminación    | Euro 6                                                    | Euro 6                                                    | Euro 6                                                    | Euro 6                                                    |

| Periodo                        | 2014-2018                                                  | 2014-2018                                                  | 2014-2018                                                    |
| Identificación del motor       | B47 D20                                                    | N57 D30                                                    | N57 D30                                                      |
| Tipo de motor                  | L4 16v, inyección directa, common-rail, turbo, intercooler | L6 24v, inyección directa, common-rail, turbo, intercooler | L6 24v, inyección directa, common-rail, biturbo, intercooler |
| Diámetro x carrera             | 84.0 mm × 90.0 mm                                          | 84.0 mm × 90.0 mm                                          | 84.0 mm × 90.0 mm                                            |
| Cilindrada                     | 1995 cm³                                                   | 2993 cm³                                                   | 2993 cm³                                                     |
| Relación de compresión         | 16.5: 1                                                    | 16.5: 1                                                    | 16.5: 1                                                      |
| Potencia máxima: CV (kW) @ rpm | 190 CV (140 kW) @ 4000                                     | 258 CV (190 kW) @ 4000                                     | 313 CV (230 kW) @ 4400                                       |
| Par máximo: Nm @ rpm           | 400 Nm @ 1750-2500                                         | 560 Nm @ 1500-3000                                         | 630 Nm @ 1500-2500                                           |
| Tracción                       | Total (xDrive)                                             | Total (xDrive)                                             | Total (xDrive)                                               |
| Transmisión                    | Manual, 6 velocidades / Automática, 8 velocidades          | Automática, 8 velocidades                                  | Automática, 8 velocidades                                    |
| Peso                           | 1805 kg                                                    | 1885 kg                                                    | 1935 kg                                                      |
| Aceleración 0–100 km/h         | 8.0 s                                                      | 5.8 s                                                      | 5.2 s                                                        |
| Velocidad máxima               | 212 km/h                                                   | 234 km/h                                                   | 247 km/h                                                     |
| Consumo combinado (L/100 km)   | 5.6                                                        | 6.0                                                        | 6.1                                                          |
| Normativa anticontaminación    | Euro 6                                                     | Euro 6                                                     | Euro 6                                                       |

## Segunda generación (G02, 2018-presente)

### Motorizaciones
| Periodo                        | 2018-presente                                             | 2018-presente                                             | 2018-presente                                             |
| Identificación del motor       | B48 B20                                                   | B48 B20                                                   | B58 B30                                                   |
| Tipo de motor                  | L4 16v, inyección directa, turbo twin-scroll, intercooler | L4 16v, inyección directa, turbo twin-scroll, intercooler | L6 24v, inyección directa, turbo twin-scroll, intercooler |
| Diámetro x carrera             | 82.0 mm × 94.6 mm                                         | 82.0 mm × 94.6 mm                                         | 82.0 mm × 94.6 mm                                         |
| Cilindrada                     | 1998 cm³                                                  | 1998 cm³                                                  | 2998 cm³                                                  |
| Relación de compresión         | 11.0: 1                                                   | 10.2: 1                                                   | 11.0: 1                                                   |
| Potencia máxima: CV (kW) @ rpm | 184 CV (135 kW) @ 5000-6500                               | 252 CV (185 kW) @ 5200-6500                               | 360 CV (265 kW) @ 5500-6500                               |
| Par máximo: Nm @ rpm           | 290 Nm @ 1350-4250                                        | 350 Nm @ 1450-4800                                        | 500 Nm @ 1520-4800                                        |
| Tracción                       | Total (xDrive)                                            | Total (xDrive)                                            | Total (xDrive)                                            |
| Transmisión                    | Automática, 8 velocidades                                 | Automática, 8 velocidades                                 | Automática, 8 velocidades                                 |
| Aceleración 0–100 km/h         | 8.3 s                                                     | 6.3 s                                                     | 4.8 s                                                     |
| Velocidad máxima               | 215 km/h                                                  | 240 km/h                                                  | 250 km/h (Limitada electrónicamente)                      |
| Consumo combinado (L/100 km)   | 7.1-7.4                                                   | 7.2-7.3                                                   | 8.2-8.4                                                   |
| Normativa anticontaminación    | Euro 6                                                    | Euro 6                                                    | Euro 6                                                    |

| Periodo                        | 2018-presente                                              | 2018-presente                                                | 2018-presente                                              | 2018-presente                                                |
| Identificación del motor       | B47 D20                                                    | B47 D20                                                      | B57 D30                                                    | B57 D30                                                      |
| Tipo de motor                  | L4 16v, inyección directa, common-rail, turbo, intercooler | L4 16v, inyección directa, common-rail, biturbo, intercooler | L6 24v, inyección directa, common-rail, turbo, intercooler | L6 24v, inyección directa, common-rail, biturbo, intercooler |
| Diámetro x carrera             | 84.0 mm × 90.0 mm                                          | 84.0 mm × 90.0 mm                                            | 84.0 mm × 90.0 mm                                          | 84.0 mm × 90.0 mm                                            |
| Cilindrada                     | 1995 cm³                                                   | 1995 cm³                                                     | 2993 cm³                                                   | 2993 cm³                                                     |
| Relación de compresión         | 16.5: 1                                                    | 16.5: 1                                                      | 16.5: 1                                                    | 16.5: 1                                                      |
| Potencia máxima: CV (kW) @ rpm | 190 CV (140 kW) @ 4000                                     | 231 CV (170 kW) @ 4400                                       | 265 CV (195 kW) @ 4000                                     | 326 CV (240 kW) @ 4400                                       |
| Par máximo: Nm @ rpm           | 400 Nm @ 1750-2500                                         | 500 Nm @ 2000                                                | 620 Nm @ 2000-2500                                         | 680 Nm @ 1750-2750                                           |
| Tracción                       | Total (xDrive)                                             | Total (xDrive)                                               | Total (xDrive)                                             | Total (xDrive)                                               |
| Transmisión                    | Automática, 8 velocidades                                  | Automática, 8 velocidades                                    | Automática, 8 velocidades                                  | Automática, 8 velocidades                                    |
| Aceleración 0–100 km/h         | 8.0 s                                                      | 6.8 s                                                        | 5.8 s                                                      | 4.9 s                                                        |
| Velocidad máxima               | 213 km/h                                                   | 230 km/h                                                     | 240 km/h                                                   | 250 km/h (Limitada electrónicamente)                         |
| Consumo combinado (L/100 km)   | 5.4-5.6                                                    | 5.5-5.7                                                      | 5.8-6.1                                                    | 6.4-6.6                                                      |
| Normativa anticontaminación    | Euro 6                                                     | Euro 6                                                       | Euro 6                                                     | Euro 6                                                       |

- Datos: Q4836084
- Multimedia: BMW X4 / Q4836084